# Alberto Ongarato
Alberto Ongarato (Padova, Italia, 24 de julio de 1975) es un ciclista italiano que fue profesional entre 1998 y 2011. Formó parte, en 2003, del "Treno" perfecto de Mario Cipollini en el equipo Domina Vacanze, junto a Giovanni Lombardi, Mario Scirea y Daniele Benatti, entre otros.

## Biografía
En 1998 hizo su debut profesional con el Ballan. Más tarde, en 2002 fichó por el equipo De Nardi-Pasta Montegrappa pero tan solo estuvo en sus filas un año (2002), el suficiente para conseguir su primera victoria profesional. Formó en 2003 parte del "Treno" perfecto de Mario Cipollini en el equipo Domina Vacanze, ayudando al mismo a alcanzar y superar el récord de victorias de etapas en el Giro de Italia, que hasta el momento ostentaba Alfredo Binda. En 2004 pasó al equipo profesional Fassa Bortolo y esos fueron sus mejores años ya que consiguió tres victorias. En 2006 pasó al equipo italiano Team Milram y allí estuvo hasta 2008. En el año 2009 fichó por el LPR Brakes en el que consiguió una segunda plaza en la segunda etapa de la Vuelta a Bélgica como su mejor resultado. En 2010 pasó al equipo neerlandés Vacansoleil y venció la Profronde van Drenthe en abril.

## Palmarés
2002
- 1 etapa de la Clásica Internacional de Alcobendas

2004
- 1 etapa de la Vuelta a Portugal

2005
- 1 etapa del Tour de Luxemburgo
- 1 etapa del Tour de Valonia

2010
- Profronde van Drenthe

## Resultados en Grandes Vueltas
Durante su carrera deportiva consiguió los siguientes puestos en las Grandes Vueltas:
| Carrera | Carrera         | 1998 | 1999 | 2000 | 2001  | 2002 | 2003  | 2004  | 2005 | 2006  | 2007  | 2008  | 2009 | 2010 | 2011  |
| ------- | --------------- | ---- | ---- | ---- | ----- | ---- | ----- | ----- | ---- | ----- | ----- | ----- | ---- | ---- | ----- |
|         | Giro de Italia  | —    | —    | 90.º | 115.º | —    | F. c. | 108.º | 99.º | 130.º | Ab.   | 130.º | —    | —    | 145.º |
|         | Tour de Francia | —    | —    | —    | —     | —    | —     | —     | —    | —     | Ab.   | —     | —    | —    | —     |
|         | Vuelta a España | —    | —    | —    | —     | —    | —     | Ab.   | 79.º | 131.º | 136.º | —     | —    | —    | —     |

Ab.: abandono

―: no participa

F. c.: fuera de control

## Equipos
- Ballan (1998-1999)
  - Ballan (1998)
  - Alessio-Ballan (1999)
- Mobilvetta Design (2000-2001)
  - Mobilvetta Design-Rossin (2000)
  - Mobilvetta Design-Formaggi Trentini (2001)
- Domina Vacanze-Elitron (2003)
- Fassa Bortolo (2004-2005)
- Team Milram (2006-2008)
- LPR Brakes (2009)
- Vacansoleil (2010-2011)
  - Vacansoleil (2010)
  - Vacansoleil-DCM (2011)